# ITA Airways
Az Italia Trasporto Aereo S.p.A. (IATA: AZ, ICAO: ITY, Hívójel: ITARROW), más néven ITA Airways, Olaszország állami tulajdonú nemzeti légitársasága. Teljes mértékben az olasz kormány tulajdonában van a Gazdasági és Pénzügyminisztériumon keresztül. A légitársaság több mint 60 menetrend szerinti belföldi, európai és néhány interkontinentális célállomásra repül. Az ITA Airways a SkyTeam légiszövetség tagja.

## Története

### Előzmények
Olaszország előző nemzeti légitársasága, az Alitalia 1946 óta működött. Az olasz kormány tulajdonában volt 2009-ig, amikor is a csődbe ment olasz Air One légitársasággal való egyesülést követően magántársasággá alakult át. Az Alitalia 2015-ben újjászerveződött, miután az Etihad Airwaystől befektetést kapott, és amikor az Air France-KLM csoport már rendelkezett egy kisebbségi részesedéssel. A légitársaság nyereségessé tételére tett több sikertelen kísérlet után a légitársaság 2017-ben rendkívüli csődeljárás alá került, néhány nappal azután, hogy az Etihad Airways megszüntette az Alitalia támogatását. 2017. május 17-én, miután a kormány kizárta a légitársaság államosítását, hivatalosan is árverésre bocsátották.
A Delta Air Lines-szal, az EasyJettel, a Ferrovie dello Stato Italiane olasz vasúttársasággal és a China Eastern Airlines-szal folytatott többszöri sikertelen tárgyalást követően az olasz kormány 2020 márciusában átvette a légitársaság tulajdonjogát. A kormányzati átvétel részben annak a meggyőződésnek volt köszönhető, hogy a légitársaság egyedül nem lenne képes túlélni a COVID-19 világjárvány hatásait. 2020. október 10-én az olasz kormány rendeletet írt alá arról, hogy a légitársaság Italia Trasporto Aereo S.p.A. néven átszerveződhet.

### Kezdetek
2020. október 28-án bejelentették, hogy az ITA várhatóan számos vagyontárgyat megvásárol az Alitalia - Società Aerea Italiana S.p.A.-tól, köztük az Alitalia és az Alitalia CityLiner márkáját és járatkódjait, az IATA jegykódot (055), a MilleMiglia törzsutasprogramot és a London-Heathrow-i repülőtéren rendelkezésre álló résidőket (nyáron 68, télen heti 65 résidőt). A tranzakció 220 millió euróba került volna.
Az Európai Bizottság azonban 2021. január 8-án levelet küldött Olaszország Európai Unió melletti állandó képviselőjének, amelyben felszólította Olaszországot, hogy indítson "nyílt, átlátható, megkülönböztetésmentes és feltétel nélküli pályázatot" az Alitalia eszközállományának eladására. A levél 62 pontosításra irányuló kérésből állt, és elutasította azt az elképzelést, hogy a régi fuvarozó nyílt licitálás nélkül eladhatná részeit az új vállalatnak. A levél szerint az ITA-nak nem kellene megtartania az Alitalia márkanevet, mivel a márka a folytonosság emblematikus jelképe. Az Európai Bizottság továbbá azt is javasolta, hogy az egyesített légiközlekedési, földi kiszolgálási és karbantartási üzletágakat külön-külön értékesítsék egy harmadik félnek. Azt is javasolták, hogy a résidőket el kell adni, és hogy a MilleMiglia programot teljes egészében nem lehet átadni az új vállalatnak.
2021. augusztus 26-án az ITA hivatalosan is megnyitotta a jegyértékesítést az újonnan indított weboldalán. 2021. augusztus 27-én az ITA mentességet és külföldi légi fuvarozói engedélyt kért az Egyesült Államok Közlekedési Minisztériumától. A dokumentumban szerepel, hogy a légitársaság 2021-ben New Yorkba, Bostonba és Miamiba, 2022-ben Los Angelesbe és Washingtonba, 2023-ban pedig Chicagóba és San Franciscóba tervez járatokat indítani. Ugyanebben a dokumentumban az állt, hogy a 2021. október 15-re tervezett repülési tevékenység megkezdése előtt az ITA megvásárolja az Alitalia bizonyos részeit, és hogy az légitársaság részt vesz az "Alitalia" márkanév megszerzésére irányuló nyilvános pályázaton.

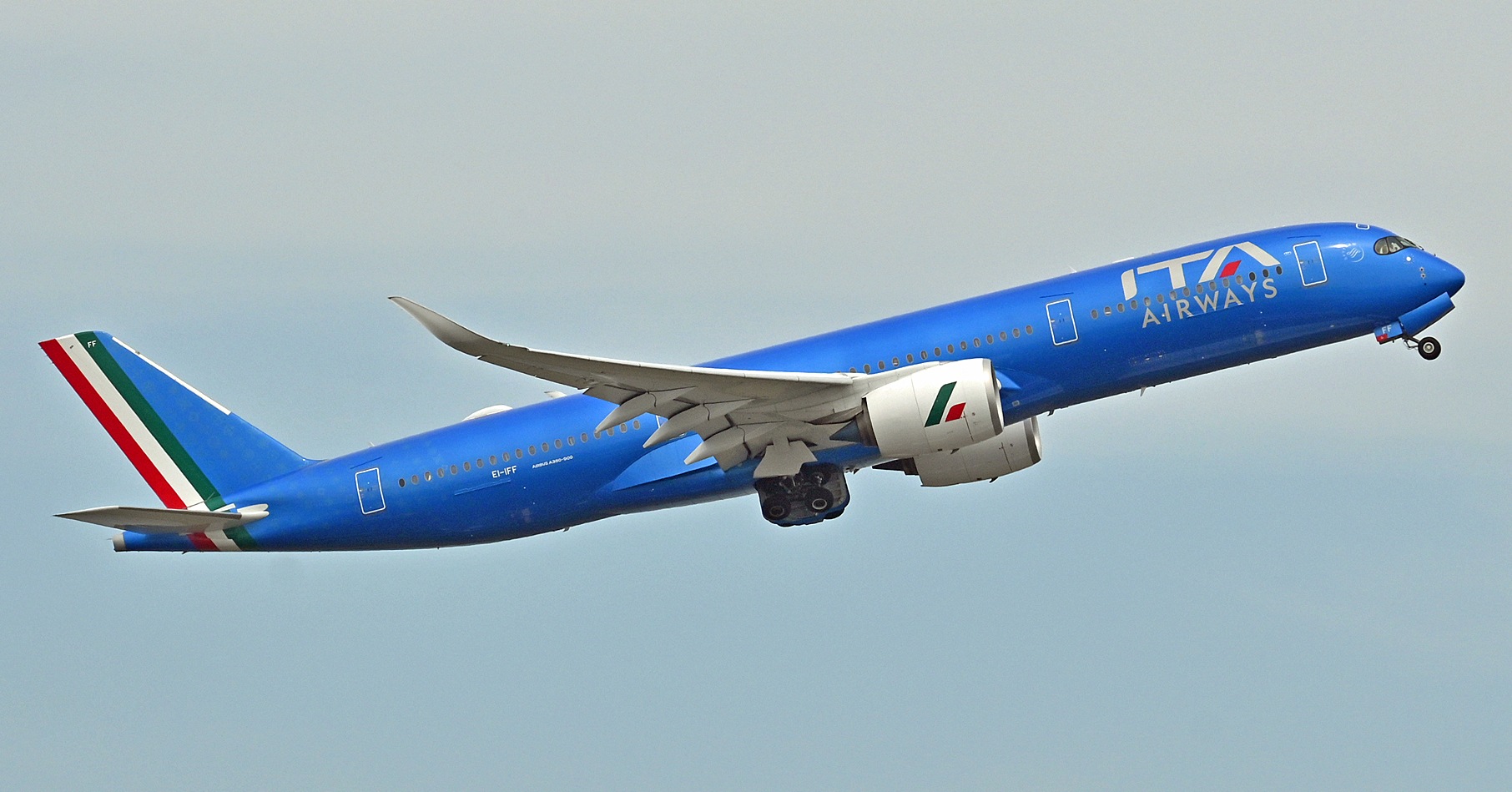
Az ITA Airways egyik Airbus A350-900-asa

2021. szeptember 30-án az ITA bejelentette, hogy "stratégiai partnerként" együttműködik az Airbusszal, és részletesen ismertette flottaterveit. A légitársaság bejelentette, hogy egyetértési megállapodást kötött az Airbus-szal 10 db Airbus A330neo, 7 db Airbus A220 és 11 db Airbus A320neo, összesen 28 db repülőgép megvásárlásáról, valamint megállapodást kötött az Air Lease Corporation-nel további 31 db új Airbus repülőgép, köztük az Airbus A350-900-as repülőgép lízingeléséről.
2021. október 22-én az Alitalia volt alkalmazottai, akiket nem vettek fel újra, tiltakoztak az ITA ellen. A tüntetésen részt vevő nők csak fehér hálóinget viselve kiabáltak. A vállalat vezérigazgatója, Alfredo Altavilla "nemzeti szégyennek" nevezte a tiltakozást.
Az ITA hivatalosan 2021. október 29-én csatlakozott a SkyTeam szövetséghez, de egyelőre csak egy évre, amíg új tulajdonosokat nem találnak, és nem születik egy hosszú távú stratégia. 2021. december 2-tól a légitársaság Ferenc pápával kezdve megkezdte a pápai járatok lebonyolítását, amely a legtöbb pápai járat esetében az Alitaliát váltja fel. A pápai járatot a sajtó gyakran "Shepherd One" becenévvel illette, miközben a tényleges hívójele a "Volo Papale" (pápai járat, olaszul) volt, amelyet egy sorszám követett.

### Privatizáció
2022. január 24-én az ITA bejelentette, hogy az MSC és a Lufthansa kifejezte érdeklődését, hogy az olasz légitársaság többségi tulajdonosa legyen, az olasz kormány pedig kisebbségi részesedést tartana meg. 2022. március 10-én a SkyTeam-tag Delta Air Lines és az Air France-KLM csoport is kifejezte érdeklődését a vállalatba történő befektetés iránt, a Certares befektetési céggel együttműködve. Az Indigo Partners is kifejezte érdeklődését, így összesen három érdekelt fél volt. Miután a határidő 2022. május 23-án lejárt, csak az MSC/Lufthansa és az Air France-KLM/Certares tett ajánlatot az ITA Airwaysre. 2022. augusztus 31-én az olasz kormány kijelentette, hogy az Air France-KLM/Certares ajánlatát részesíti előnyben, és kizárólagos tárgyalásokat kezdeményezett a csoporttal.
A légitársaság működésének első évében 9 millió utast szállított.

## A vállalat működése

### Tulajdonosi szerkezet és székhely
Az ITA teljes mértékben az olasz kormány tulajdonában van a Gazdasági és Pénzügyminisztériumon keresztül. Ennek megfelelően a légitársaság vállalati irodái a minisztériumban találhatók.
A légitársaság vezetősége a következő:
- Alfredo Altavilla (elnök)
- Fabio Lazzerini (vezérigazgató)

### Logó és arculat
2021. október 15-én, a járatüzemeltetés megkezdésének napján bemutatták az ITA Airways új arculatát is. A repülőgépek festése megújult dizájnnal és új színösszeállítással rendelkezik: a törzs kék, a szárnyak fehér színűek, a vezérsík végén pedig fehér "ITA Airways" logó, amelyben az A betű egy része piros, illetve ott van még az olasz trikolór is. Az "Alitalia" márkanevet, bár jelenleg nem használják, megvásárolták a lehetséges jövőbeli marketingtevékenységeik érdekében, valamint azért, hogy megakadályozzák, hogy a versenytársaik használják.

## Célállomások
Az ITA Airways 45 célállomást (ebből 21 Olaszországban) és 61 útvonalat tervez kiszolgálni, amely 2025-re 74 célállomásra és 89 útvonalra nő.

### Légiszövetség
Az ITA Airways 2021. október 29. óta tagja a SkyTeam szövetségnek.

### Codeshare partnerek
Az ITA Airways a következő légitársaságokkal kötött codeshare-megállapodásokat:
| - Aerolíneas Argentinas - AirBaltic - Air Corsica - Air Europa - Air France - Air Malta - Air Serbia | - Avianca - Azul Brazilian Airlines - Bulgaria Air - Croatia Airlines - Delta Air Lines - Etihad Airways - Kenya Airways | - KLM - Kuwait Airways - Luxair - Middle East Airlines - Neos - Pegasus Airlines - Qantas | - Royal Air Maroc - TAP Portugal - TAROM - Vietnam Airlines |

## Flotta

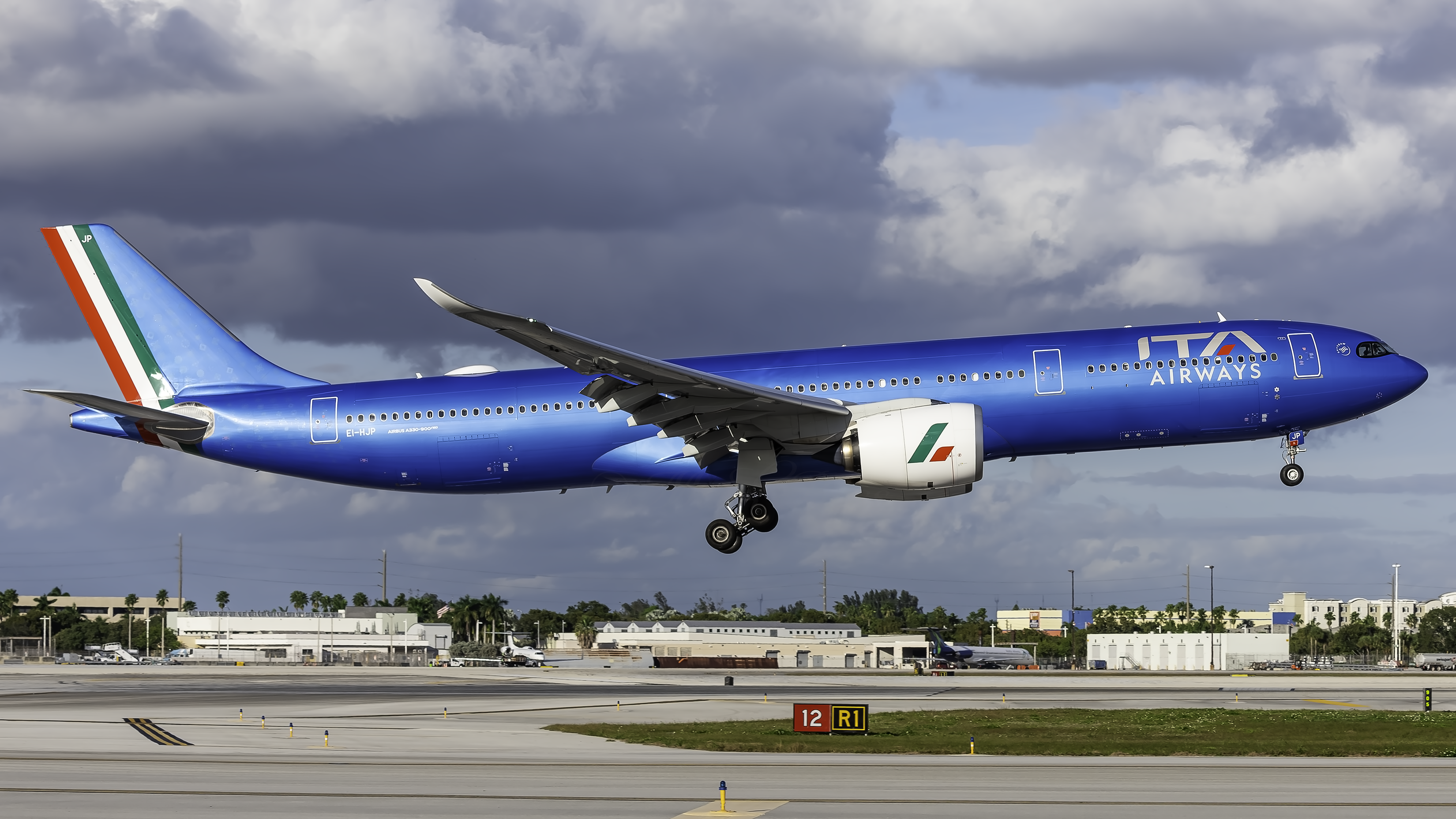
Az ITA Airways egyik Airbus A330-900-as repülőgépe

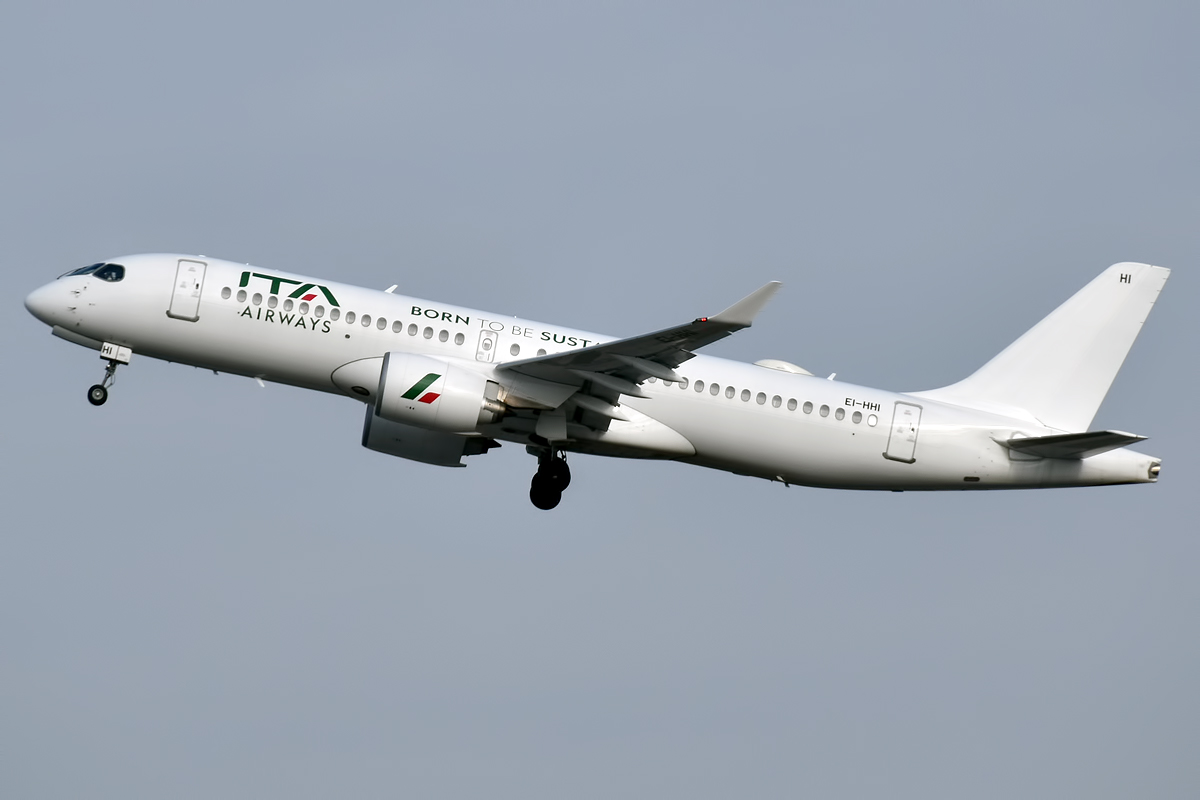
Az ITA Airways egyik Airbus A220-200-as repülőgépe

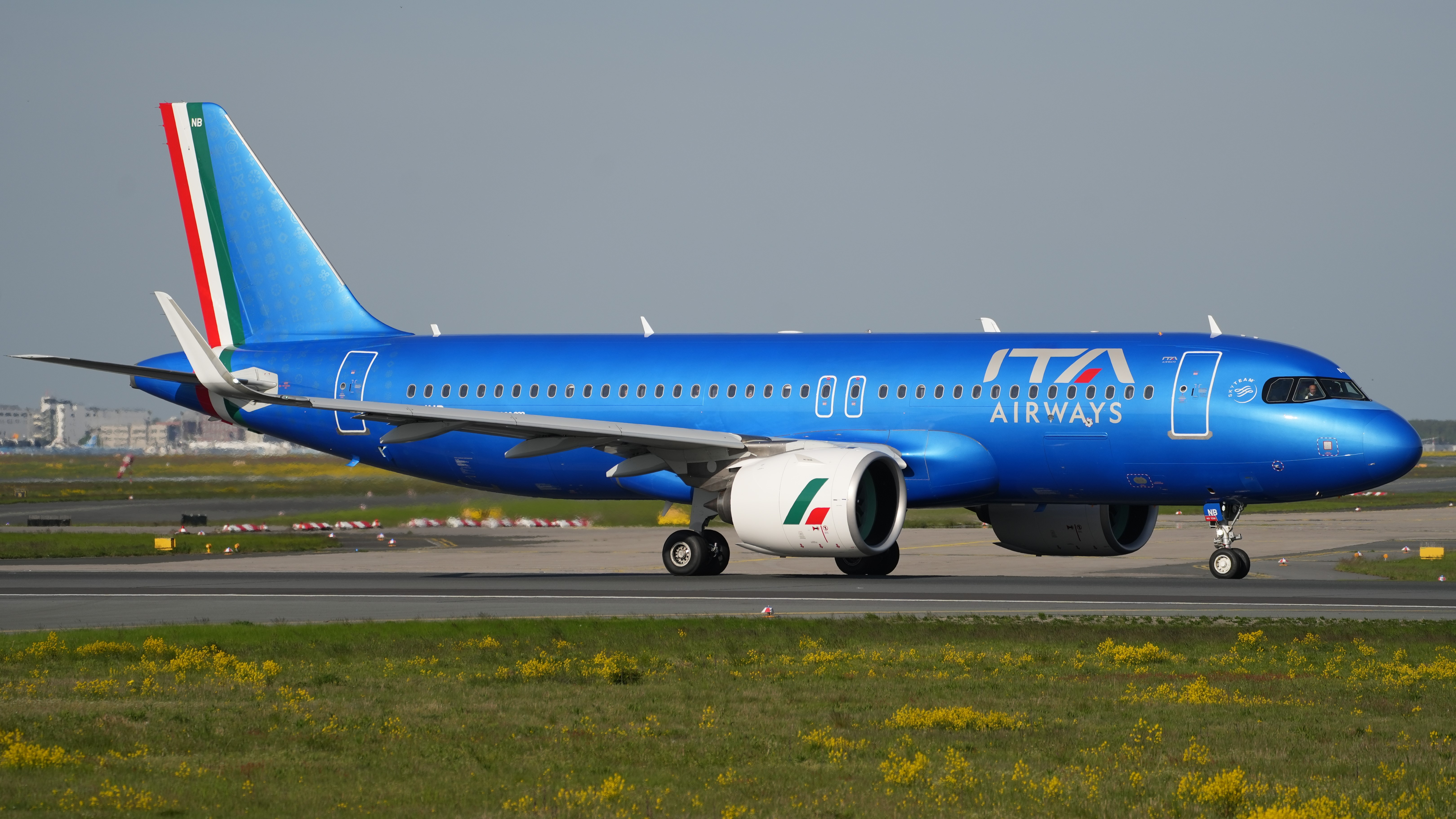
Az ITA Airways egyik Airbus A320-200-as repülőgépe

### Jelenlegi flotta
2022 novemberében az ITA Airways kizárólag Airbus flottát üzemeltetett, amely a következő repülőgépekből állt:

### Flottafejlesztés
Az ITA Airways 2021. szeptember 30-án bejelentette, hogy 10 db Airbus A330neo, 11 db Airbus A320neo és 7 db Airbus A220 megrendeléséről írt alá megállapodást az Airbus-szal. Az ITA Airways bejelentette továbbá, hogy 56 repülőgép, köztük Airbus A220, Airbus A320neo, Airbus A321neo, Airbus A330neo és Airbus A350 típusú repülőgépek átvételéről állapodott meg az Air Lease Corporationnel és más vállalatokkal.
2021. október 15-én a légitársaság 18 db A319-100-as, 25 db A320-200-as és 6 db A330-200-as repülőgépet vett át az Alitaliától. Erre az Alitalia 2021. október 14-i leállását követően, és az ITA Airways 2021. október 15-i üzemkezdetét megelőzően került sor. A flottához csatlakozó repülőgépek a 2 db A320-200-as és az 1 db A330-200-as mellett már az ITA Airways üzemeltetési engedélye alá tartoznak. Ezzel a 49 repülőgéppel az ITA Airways flottája 52 repülőgépre bővült 2021. október 15-ig.

## Balesetek és incidensek
- 2022. június 17-én az ITA Airways EI-EJL lajstromjelű Airbus A330-200 típusú repülőgépe a New York-i John F. Kennedy nemzetközi repülőtéren összeütközött az Air France F-GSPQ lajstromjelű Boeing 777-200ER típusú repülőgépével. Az Air France Boeing 777-es pilótái értesítették a légiirányítást, és azt tanácsolták nekik, hogy ne engedjék felszállni az ITA A330-ast. Az ITA Airways járata ennek ellenére megkapta a felszállási engedélyt, és folytatta útját Rómába, ahol az ellenőrök a leszállás után felfedezték, hogy megsérült a szárny. Az incidenst jelenleg is vizsgálják.[63][64][65]

## Szolgáltatások

### Törzsutasprogram
Az Európai Bizottság megtiltotta a légitársaságnak, hogy megvásárolja az Alitalia MilleMiglia hűségprogramját.
Az ITA Airways hűségprogramja ezért a "Volare". Hat szintre oszlik: Smart, Plus, Premium, Executive, Executive forever és Limitless. A "Plus"-nál magasabb szintek lehetőséget nyújtanak exkluzív szolgáltatások igénybevételére az adott kategóriának megfelelően. A "Smart" kivételével minden szintre vonatkozó előnyök a következőket foglalják magukban: hozzáférés a légitársaság várótermeihez, elsőbbségi poggyászellenőrzés és -szállítás, különleges ügyfélszolgálat és további juttatások.
A "Plus" szint eléréséhez 30 000, a "Premium" szinthez 60 000, az "Executive" szinthez pedig 90 000 pont szükséges. Mivel a két legelőkelőbb szintet (Executive Forever és Limitless) még nem vezették be hivatalosan, az ezekhez a szintekhez tartozó követelmények és előnyök egyelőre nem ismertek. Vannak gyorsítóknak nevezett szolgáltatások is, amelyek lehetővé teszik, hogy az útvonal típusától, a viteldíjtól és az utazási osztálytól függően több pontot lehessen szerezni. A pontok felhasználhatók jutalomjegyek megszerzésére vagy kiegészítő szolgáltatások, például helyválasztás megvásárlására. Az összegyűjtött pontok összegét az ügyfél költekezése és tagsági szintje alapján számítják ki. Minden elköltött euró után 10 pont jár a "Smart" szinten, az "Executive "szinten pedig már 13 pont jár minden elköltött euró után.
A hűségprogram kezelésére egy céget, a VOLARE LOYALTY-t hozták létre, amelynek egyedüli ügyintézője Emiliana Limosani, az ITA Airways kereskedelmi igazgatója.
2022. október 15-éig több mint 700 000 ember vett részt a programban.

## Lásd még
- Alitalia

## Fordítás
Ez a szócikk részben vagy egészben  az   ITA Airways című angol Wikipédia-szócikk ezen változatának fordításán alapul.  Az eredeti cikk szerkesztőit annak laptörténete sorolja fel. Ez a jelzés csupán a megfogalmazás eredetét és a szerzői jogokat jelzi, nem szolgál a cikkben szereplő információk forrásmegjelöléseként.